# Uummannaq
Uummannaq – miasto na zachodnim wybrzeżu Grenlandii. Jest położone na wyspie Uummannaq o obszarze 12 km² u wybrzeży półwyspu Nuussuaq w gminie Qaasuitsup, ok. 590 km na północ od koła podbiegunowego. W pobliżu znajduje się góra Uummannaq o wysokości 1175 m n.p.m.. W mieście znajduje się najstarszy dom dziecka na Grenlandii.

## Historia
Uummannaq zostało założone w 1763 roku. Według obecnie przyjętych poglądów obszary arktyczne Ameryki Północnej mogły być już zamieszkiwane ponad 4000 lat temu. Najstarszymi mieszkańcami terenów wokół dzisiejszego Uummannaq mogli być przedstawiciele kultury Saqqaq. Na pobliskim półwyspie Nuussuaq, w dawnej osadzie inuickiej Qilakitsoq, znajduje się stanowisko archeologiczne, gdzie w roku 1972 odnaleziono 8 mumii sprzed ok. 500 lat.

## Populacja
Liczba mieszkańców w 2011 roku wynosiła 1274 osób.

## Fauna
W wodach wokół Uummannaq można spotkać foki i wieloryby.

## Klimat
Uummannaq znajduje się na zachodnim wybrzeżu, ok. 590 km na północ od koła podbiegunowego. Panuje tam klimat subpolarny. Od grudnia do lutego trwa tam noc polarna, analogicznie latem słońce nie zachodzi przez dwa miesiące. Średnie temperatury wynoszą: w lipcu 7 °C (dzień), 1 °C (noc) oraz w marcu -17 °C (dzień), -25 °C (noc)